# Acanthodelta dasybasis
Acanthodelta dasybasis là một loài bướm đêm trong họ Noctuidae.